# Zespół ATR-X

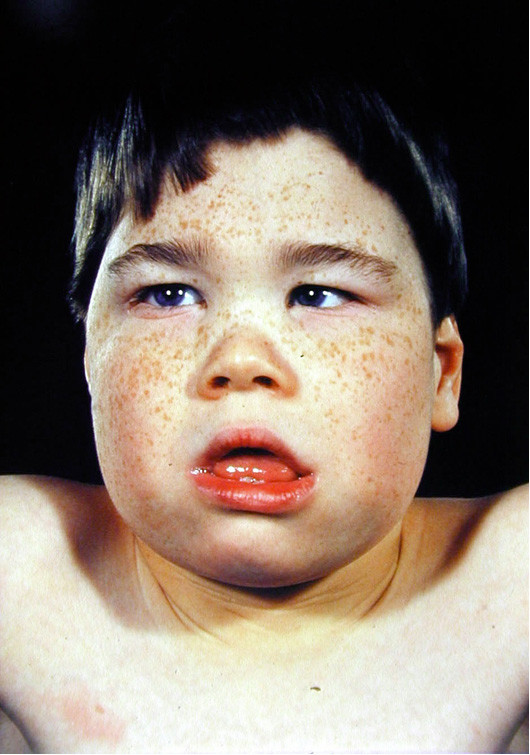
Twarz 8-letniego chłopca z zespołem ATR-X

Zespół ATR-X (zespół alfa talasemia-opóźnienie umysłowe o dziedziczeniu sprzężonym z chromosomem X, ang. alpha thalassaemia-mental retardation, X linked) – rzadka choroba uwarunkowana genetycznie. Chorują jedynie osoby posiadające chromosom Y, dziedziczenie sprzężone jest z chromosomem X. Chorobę wywołują mutacje w genie ATRX.

## Objawy i przebieg
Fenotyp jest bardzo zmienny. Na obraz kliniczny zespołu składają się:
- pourodzeniowe zahamowanie wzrostu
- mikrocefalia
- aplazja zatok czołowych
- hipoplazja środkowego piętra twarzy
- małe uszy, lub nisko osadzone bądź zrotowane do tyłu
- czuciowo-nerwowa utrata słuchu (rzadko)
- hiperteloryzm oczny
- zmarszczki nakątne
- niski grzbiet nosa, nos o trójkątnym kształcie
- przodopochylenie nozdrzy
- „rybie usta”
- pełne wargi
- glossoptosis
- szeroko rozstawione górne siekacze
- ubytek przegrody międzykomorowej
- przepuklina pępowinowa
- zaparcia
- refluks żołądkowo-przełykowy
- wygładzona moszna
- mikropenis
- spodziectwo
- wnętrostwo
- agenezja nerki
- wodonercze
- kifoskolioza
- półkręgi
- kolana koślawe
- klinodaktylia
- stopa końsko-szpotawa
- opóźnienie umysłowe
- hipotonia mięśniowa, później spastyczność
- drgawki (35%)
- atrofia mózgu
- łagodna niedokrwistość mikrocytowa hipochromiczna
- łagodna postać choroby związanej z hemoglobiną H (Hb H).